# 高島郡 (北海道)
- 令制国一覧 > 北海道 (令制) > 後志国 > 高島郡
- 日本 > 北海道 > 後志支庁 > 高島郡

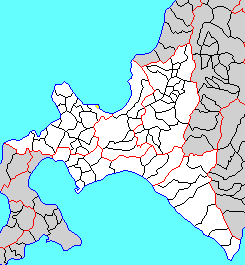
北海道高島郡の位置（黄：明治期）

高島郡（たかしまぐん）は、北海道（後志国）後志支庁にあった郡。

## 郡域
1879年（明治12年）に行政区画として発足した当時の郡域は、小樽市の一部（概ね赤岩、幸、長橋、旭町、緑以東かつ緑、富岡、稲穂、色内以北およびオタモイ・港町の各一部）にあたる。北海道では最も面積の小さい郡であった。

## 歴史

### 郡発足までの沿革
江戸時代、高島郡域は和人地となる。松前藩によってタカシマ場所が開かれていた。元禄3年には小樽稲荷神社や高島稲荷神社が、安永3年には恵美須神社が創祀されている。陸上交通は、内陸部を東西に渡島国から天塩国増毛郡へ至る道（国道5号の前身）が通じていた。
江戸時代後期の文化4年には、高島郡域は天領とされた。文政4年には松前藩の元に戻されたものの、安政2年再び天領となり庄内藩が警固を行った。安政年間には妙龍寺が建立されている。戊辰戦争（箱館戦争）終結直後の1869年、大宝律令の国郡里制を踏襲して高島郡が置かれた。

### 郡発足以降の沿革
- 明治2年

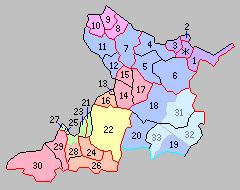
北海道一・二級町村制施行時の高島郡の町村（2.高島村 紫：小樽市）

  - 8月15日（1869年9月20日） - 北海道で国郡里制が施行され、後志国および高島郡が設置される。開拓使が管轄。
  - 9月14日（1869年10月18日） - 兵部省の管轄となる（北海道の分領支配）。
- 明治3年1月5日（1870年2月5日） - 再び開拓使の管轄となる。
- 明治5年
  - 4月9日（1872年5月15日） - 全国一律に戸長・副戸長を設置（大区小区制）。
  - 10月10日（1872年11月10日） - 4月に設置された区を大区と改称し、その下に旧来の町村をいくつかまとめて小区を設置（大区小区制）。
- 明治9年（1876年）9月 - 従来開拓使において随意定めた大小区画を廃し、新たに全道を30の大区に分ち、大区の下に166の小区を設けた。

- 第3大区
  - 5小区 ： 色内村、手宮村
  - 6小区 ： 高島村、祝津村

- 明治12年（1879年）7月23日 - 郡区町村編制法の北海道での施行により、行政区画としての高島郡が発足。
- 明治13年（1880年）3月 - 小樽郡外二郡役所（小樽高島忍路余市郡役所）の管轄となる。
- 明治14年（1881年）- 色内村から稲穂町、手宮町から手宮裏町が分離して成立。
- 明治15年（1882年）2月8日 - 廃使置県により札幌県の管轄となる。
- 明治19年（1886年）1月26日 - 廃県置庁により北海道庁札幌本庁の管轄となる。
- 明治22年（1889年）1月 - 小樽郡外六郡役所（小樽高島忍路余市古平美国積丹郡役所）の管轄となる。同年南浜町と北浜町が成立。
- 明治30年（1897年）11月5日 - 郡役所が廃止され、小樽支庁の管轄となる。
- 明治32年（1899年）10月1日 - 北海道区制の施行により、色内町、手宮町、稲穂町、手宮裏町、南浜町、北浜町および高島村の一部が小樽区（後の小樽市）の一部となる。
- 明治35年（1902年）4月1日 - 北海道二級町村制の施行により、高島村、祝津村の区域をもって高島村（二級村）が発足。（1村）
- 明治43年（1910年）3月1日 - 小樽支庁が廃止され、後志支庁の管轄となる。
- 大正10年（1921年）4月1日 - 高島村が北海道一級町村制を施行。
- 大正11年（1922年）5月1日 - 高島村が町制施行して高島町（一級町）となる。（1町）
- 昭和15年（1940年）4月1日 - 高島町が小樽市に編入。同日高島郡消滅。北海道庁としては（第二次世界大戦終結前としても）、小樽郡とともに最後の郡消滅となった。